# Ordem militar do Sangue de Cristo
A Ordem Militar do Sangue de Jesus Cristo foi um ordem criada pelo Ducado de Mântua.

## História
Esta ordem foi criada no ducado de Mântua corria o ano de 1608 pelo duque Vincenzo I Gonzaga e aprovada pelo papa Paulo V em 25 de maio de 1608.
A indumentária usada pelos confrades da ordem ostentava a frase: Domine probasti me, o Nihil hoc triste recepto.
Jean Hermant escreve sobre esta ordem e dá informações relativas ao fim para que foi criada, sendo um deles preservar o que os cristãos crêem ser sangue de Cristo que se encontra numa relíquia na Catedral de Mântua.
O número de cavaleiros foi limitado a vinte além do Grão-mestre, cargo que caía sobre a pessoa do Grão-duque.